# Zwei Singles in L.A.
Zwei Singles in L.A. (Originaltitel: Til There Was You) ist eine US-amerikanische Filmkomödie aus dem Jahr 1997. Die Regie führte Scott Winant, das Drehbuch schrieb Winnie Holzman. Die Hauptrollen spielten Jeanne Tripplehorn und Dylan McDermott.

## Handlung
Gwen Moss wächst in einer glücklichen Familie auf, im Gegensatz dazu ist der Vater von Nick ein Alkoholiker. Beide Kinder sehen gerne die Fernsehserie One Big Happy Family.
Mehrere Jahre später ist Nick Architekt. Sein Büro wird vom Star der Serie, Francesca Lanfield, engagiert, einen Wohnkomplex umzubauen. Nick und Francesca kommen sich näher und beginnen eine Beziehung.
Gwen soll als Ghostwriter die Memoiren von Lanfield schreiben. Als sie erfährt, dass der von einer berühmten Architektin entworfene Komplex abgerissen werden soll, kämpft sie dagegen. Gwen schreibt Leserbriefe an die Medien. Die Ortsvertretung debattiert darüber, die Wohnanlage unter Denkmalschutz zu stellen, aber der Antrag wird abgelehnt.
Gwen wird von Lanfield entlassen. Sie rät Francesca, keinen anderen Ghostwriter zu engagieren, sondern das Buch selbst zu schreiben. Nick versucht vergeblich, seine Chefs zu überzeugen, wenigstens Teile der Anlage zu erhalten. Dann verlässt er seine Firma.
Das Buch von Lanfield wird herausgegeben. Gwen und Nick werden ein Paar. In der letzten Szene sieht man, wie Gwen – einige Jahre später – der gemeinsamen Tochter erzählt, wie sie und Nick sich kennengelernt hätten.

## Kritiken
James Berardinelli gab dem Film zwei von vier Sternen und verglich ihn mit der Komödie Schlaflos in Seattle, in der die Hauptcharaktere sich erst am Ende begegnen. Da sie sich in diesem Film bereits früher kennenlernen, meinte Berardinelli, dass dies „einem Witz ohne Pointe“ gleichkäme. Zwar lobte er noch einige Szenen, kritisierte im Allgemeinen aber die Figuren.
Roger Ebert kritisierte in der Chicago Sun-Times insbesondere die „idiotische Handlung“ (“idiot plot”) und die Besetzung.

„Im beiläufigen Plauderton erzählte Geschichte, die sich immer wieder Zeit für Abschweifungen und Gedankensprünge nimmt und so für eine angenehm unbeschwerte Unterhaltung sorgt. Die sympathische Talentprobe eines Regisseurs, die durch gute Darsteller und ironische Distanz zusätzlich abgesichert wird.“

## Veröffentlichung
Seit seinem Kinostart am 30. Mai 1997 konnte der Film lediglich 3,5 Mio. US-Dollar an den Kinokassen einspielen, weswegen er in Deutschland am 27. Januar 1998 nur noch auf VHS erschien.